# Club Sportivo Santa Cruz
El Club Sportivo Santa Cruz es un club social y deportivo argentino de la ciudad de Puerto Santa Cruz, en la provincia de Santa Cruz en Argentina. Es el primer club de la Patagonia argentina, fundado en 1911. Su estadio se construyó en el 2013. Su primera actividad fue el fútbol donde milita en la Liga de Fútbol Centro de Santa Cruz. En la liga santacruceña salió 13 veces campeón y se presentó seis veces en torneos federales.
Disputó el Torneo Argentino B (temporada 2001/2002) y el Torneo del Interior (temporadas 2005/2006, 2007, 2008 y 2010).
Además de la práctica de fútbol se realizan otras actividades en el campo de deportes ubicado en el centro de la ciudad, como pádel y bochas.

## Historia
El 26 de mayo de 1911, luego de un partido ocurrido el día anterior, un grupo de deportistas se reunió en el Hotel Progreso para realizar los trámites necesarios a fin de fundar el club, ya que veían necesario la creación de una institución social y deportiva. De esta asamblea que contaba con 36 participantes, quedó conformada la primera Comisión Directiva por vecinos del pueblo y ganaderos, que tenía a C. Woolven como presidente, a Carlos Borgialli como vicepresidente, Manuel Rodríguez como secretario, H. J. Elbourne como tesorero, y los vocales Niggel Dobree, Archibaldo Halliday, Antonio Román, Próspero Ferrari, Francisco Lacroix y Antonio Gaduya. Al poco tiempo de su creación, la entidad servía como lugar donde los vecinos de la localidad disfrutaban de actividades sociales, deportivas y culturales.
Entre sus partidos más importantes, se destacan el ocurrido en 1913 contra la Asociación de Football de Magallanes de Punta Arenas, Chile, (siendo el primer partido internacional de fútbol de una institución al sur de Buenos Aires) y en 1917 contra los marineros de la Fragata Sarmiento. En 1923, el Club se afilió a la Asociación del Fútbol Argentino).
En 2013 construyó su estadio con tribunas populares de 7 escalones por 15 metros de ancho y palcos de 5 escalones por 9 metros.

### Homenajes
Según Ley N° 2533 del 19 de septiembre de 1999, dictada por el Poder Legislativo de la Provincia de Santa Cruz, se establece que el 26 de mayo sea el «día del deporte provincial» en honor a la fundación de la entidad. En 2010 se presentó un proyecto de ley en la legislatura santacruceña para instituir al año 2011 como «Año del Deporte Provincial» en homenaje al centenario de la fundación del club. El proyecto fue adherido por el Concejo Deliberante de la localidad. La ley provincial y la resoliución local dispusieron que desde el 1 de enero de 2011 hasta el 31 de diciembre del mismo año, la documentación oficial a utilizar por el gobierno, la administración pública y otros entes, llevase inscripto en el margen superior derecho la leyenda «2011 Año del Deporte Provincial. Homenaje al centenario de la primera institución deportiva del territorio provincial, el club Sportivo Santa Cruz».

## Palmarés
- Liga de Fútbol Centro de Santa Cruz: 13 (Temporadas 1983/1984, 1984/1985, 1985/1986, 1989/1990, 1999 Clausura, 2000 Clausura, 2003 Clausura, 2004, 2005 Apertura y Clausura; 2006, Clausura 2017 y Liga 2019).